# Сушков Пилип Тимофійович
Сушков Пилип Тимофійович (24 жовтня 1906 — 30 червня 1944) — радянський воєначальник, учасник Великої Вітчизняної війни, Герой Радянського Союзу (1944), гвардії підполковник

## Біографія
Пилип Тимофійович Сушков народився 24 жовтня 1906 року в селі Піщанка нині Новооскольського району Бєлгородської області в селянській родині. У Червоній Армії з 1928 року. У 1932 році закінчив Московську військову школу. Член ВКП(б) з 1938 року. Служив в Московському військовому окрузі, пройшов шлях від командира стрілецького взводу до командира батальйону.
У боях Великої Вітчизняної війни з липня 1941 року. Брав участь в Смоленськом бої, в оборонних боях у районі міст Трубчевськ, Фатеж, Вовчанськ, Новий Оскол, Острогожськ. На посаді командира 93-го гвардійського стрілецького полку брав участь в обороні Сталінграда та операції по оточенню 6-ї німецької армії. За вміле командування полком нагороджений двома орденами Червоного Прапора.
Надалі брав участь в Курській битві, Невельській операції, в боях в районі Новосокольники — Маєв. На посаді заступника командира 51-ї гвардійської стрілецької дивізії по стройовій частині брав участь у Білоруській наступальній операції, в тому числі у форсуванні річки Західної Двіни і боях на підступах до міста Полоцька. 30 червня 1944 Філіп Тимофійович Сушков загинув в бою. Похований в Полоцьку на площі Свободи.
Указом Президії Верховної Ради СРСР від 22 липня 1944 року за зразкове виконання бойових завдань командування на фронті боротьби з німецько-фашистськими загарбниками і проявлені при цьому мужність і героїзм гвардії полковнику Сушкову Філіпу Тимофійовичу посмертно присвоєно звання Героя Радянського Союзу.

## Пам'ять
Ім'ям Героя названа вулиця в Новому Осколі. У селі Піщанка встановлено меморіальну дошку. Наказом Міністра оборони СРСР Ф. Т. Сушков навічно зарахований до списків військової частини.

## Нагороди
- Медаль «Золота Зірка» Героя Радянського Союзу;
- орден Леніна;
- два ордена Червоного Прапора;
- орден Суворова 3-го ступеня.